# Bolbohamatum kuijteni
Bolbohamatum kuijteni es una especie de coleóptero de la familia Geotrupidae.

## Distribución geográfica
Habita en la Dakshina Kannada (India).